# Saint-Aubin-de-Luigné
Saint-Aubin-de-Luigné – miejscowość i dawna gmina we Francji, w regionie Kraj Loary, w departamencie Maine i Loara. W 2008 roku liczba ludności wynosiła 1167 mieszkańców. 
W dniu 28 grudnia 2015 roku z połączenia dwóch ówczesnych gmin – Saint-Aubin-de-Luigné oraz Saint-Lambert-du-Lattay – utworzono nową gminę Val-du-Layon. Siedzibą gminy została miejscowość Saint-Lambert-du-Lattay. 